# Bruce Nauman

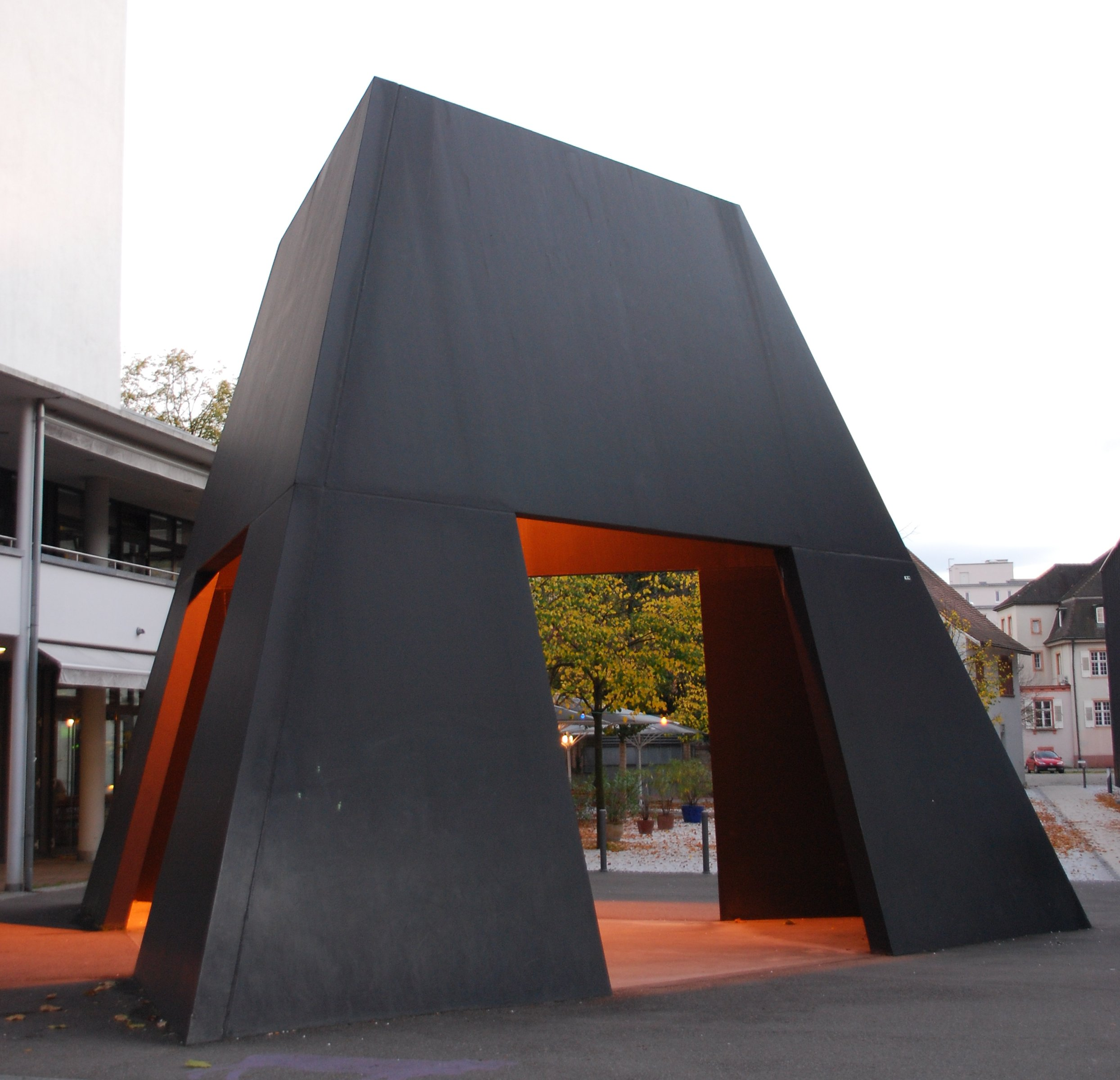

Bruce Nauman (6 de desembre de 1941, Fort Wayne, Indiana) és un artista contemporani estatunidenc que treballa amb diferents mitjans com l'escultura, la instal·lació, fotografia, neó, vídeo, dibuix i performances.
Després d'estudiar a la Universitat de Wisconsin, a Madison (Wisconsin), Bruce Nauman es va traslladar a la Universitat de Califòrnia, a Davis, on el 1966 va acabar els estudis de postgrau. És difícil classificar l'obra de Nauman dins d'un moviment determinat. Les seves referències es troben en l'obra dadaista de Man Ray, en el teatre de Samuel Beckett i en diferents corrents dels anys seixanta i setanta, com el minimalisme, l'art conceptual i el body art. Les seves propostes es materialitzen en una gran varietat de suports: dibuix, pintura, escultura, instal·lació, fotografia, cinema i vídeo, entre d'altres, sovint reforçats per l'ús del llenguatge escrit o parlat. Una característica constant del seu treball és la presència, d'una manera més o menys explícita, d'un compromís polític i ètic progressista.
En un primer període, comprès entre 1965 i 1972, Nauman reflexiona bàsicament sobre la seva pròpia posició i actitud davant la realitat a través d'una sèrie de peces que comparteixen en la mateixa proporció idealisme i distància irònica. En elles l'artista hi és present a través de la seva pròpia imatge, del rastre que deixa amb el cos en diferents suports o de la presència del seu nom i signatura.
A partir del 1973 –coincidint paradoxalment amb un primer reconeixement de la seva obra, sobretot a Europa– redueix de manera considerable la seva producció i comença a tractar temes que van més enllà d'ell mateix per plantejar-se qüestions socials. Durant aquests anys, moltes de les escultures i instal·lacions arquitectòniques –com la sèrie de passadissos– desperten en l'espectador sensacions molestes i li transmeten l'angoixa i la frustració que ell mateix sentia. Cap al 1980 el seu treball es torna més obertament polític, ja que denuncia la violència dels règims totalitaris de l'Amèrica Llatina i Sud-àfrica. Durant la dècada següent, Nauman es va convertir en una referència indiscutible per a una generació sencera d'artistes, i es va veure àmpliament reconegut als Estats Units. La seva obra es va carregar d'una visió agressiva que va poblar els seus vídeos i escultures de personatges turmentats. Des del 1979 viu a Nou Mèxic, en un aïllament voluntari que el manté allunyat de les grans capitals de l'art.

## Obra
Molta de la seva obra es caracteritza per un interès en el llenguatge que sovint es manifesta d'una manera joganera.
Per exemple, el neó Run From Fear- Fun From Rear, o la fotografia Bound To Fail on literalitza el títol de l'obra i ensenya les mans de l'artista lligades a la seva esquena.
Nauman sembla estar interessat en la natura de la comunicació i en els problemes inherents al llenguatge, així com en el paper de l'artista com a suposat comunicador i manipulador de símbols visuals.
El 1999 i de nou el 2009 va rebre el Lió d'Or a la Biennal de Venècia. El 2004 va crear l'obra Raw Materials per a la Tate Modern de Londres, any en què també li fou concedit al Meiji Memorial Hall de Tòquio (Japó), el premi Praemium Imperiale.
Nauman cita a Samuel Beckett, Ludwig Wittgenstein, John Cage, Philip Glass, La Monte Young i Meredith Monk com les més grans influències en la seva obra.
Algunes de les seves obres representatives són: 
- Laair (1970)
- Clown Torture
- Vices and Virtues (1988)
- The True Artist Helps the World by Revealing Mystic Truths
- Setting a Good Corner
- World Peace
- Learned Helplessness in Rats (Rock and Roll Drummer)
- Good boy, bad boy[2]